# Crespano del Grappa
Crespano del Grappa ist eine Fraktion der nordostitalienischen Gemeinde (comune) Pieve del Grappa in der Provinz Treviso in Venetien.

## Geographie
Der Ort liegt etwa 36 Kilometer nordwestlich von Treviso am Fuß des Monte Grappa unweit der Grenze zur Provinz Vicenza.

## Geschichte
Zwischen dem 11. und 13. Jahrhundert entstanden, herrschten zunächst die Ezzelini über die Ortschaft und die Umgebung. Crespano del Grappa war bis 30. Januar 2019 eine eigenständige Gemeinde und bildet seitdem mit der ebenfalls aufgelösten Gemeinde Paderno del Grappa die neue Gemeinde Pieve del Grappa.

## Persönlichkeiten
- Angelo Ramazzotti (1800–1861), Patriarch von Venedig, hier verstorben
- Lino Vaccari (1873–1951), Naturforscher
- Raffaele Carlo Rossi (1876–1948), Kardinal, hier verstorben
- Lamberto Dalla Costa (1920–1982), Bobfahrer
- Cipriano Chemello (1945–2017), Radrennfahrer, Weltmeister in der Mannschaftsverfolgung
- Franco Dalla Valle SDB (1945–2007), katholischer Ordensgeistlicher, Bischof von Juína in Brasilien
- Renato Marangoni (* 1958), katholischer Geistlicher, Bischof von Belluno-Feltre